# Eloeophila lilliputina
Eloeophila lilliputina är en tvåvingeart som först beskrevs av Alexander 1936.  Eloeophila lilliputina ingår i släktet Eloeophila och familjen småharkrankar. Inga underarter finns listade i Catalogue of Life.